# Иренджи-султан
Иренджи-султан — первый сын Жанибек-хана, казахский султан, во время борьбы казахов с Шейбанидами к зиме 1470 года взял город Сауран и стал его владельцем.
Керей и Жанибек сконцентрировали свои силы в Туркестане, а именно на захвате городов. К зиме 1470 года, казахи значительно продвинулись к Туркестану. Махмуд султан занял в предгорьях Алатау Сузак, а Ирендже взял Сауран, став его владельцем. Сам же Керей подступил к Туркестану. Более не стремление казахских ханов позволило им активизировать свои действия и перейти в наступление, чем грабительские набеги Мухаммада Шайбани на казахские улусы. Они осознавали значение этого района для укрепления своей власти во всем Восточном Дашт-и-Кипчаке и решили не допустить Шайбанидов утвердиться в южных городах Казахстана.
Стоит отметить, что Ирендже, был первым сыном Жанибек-хана, неизвестно, были ли дети у Ирендже-султана или нет. Когда Мухаммед Шейбани направился из Дешт-и-кипчак в Самарканд и достиг Саурана, как пишут источники, Ирендже с большим войском вышел начав серьезное сражение и разбил наголову Шибанидов. Немногочисленные приближенные Мухаммада Шейбани направились вместо Самарканда в Бухару. Это сообщение (с некоторыми вариациями) содержится в нескольких источниках: в "Нусрат-наме" анонимного автора, "Шейбани-наме", "Хабиб ас-сийар" Хондамира, "Бахр ал-асрар" Махмуда ибн Вали. 